# Sjoghakat
Sjoghakat (armeniska: Շողակաթ) är en ort i Armenien. Innan november 2017 hette orten Sjorzja, innan 1932 hette den Nadezjdino. Den ligger i provinsen Gegharkunik, i den centrala delen av landet, 70 kilometer nordost om huvudstaden Jerevan. Sjoghakat ligger 1 926 meter över havet och antalet invånare är 565. Den ligger vid Sevansjön.
Terrängen runt Sjoghakat är kuperad åt nordost, men åt sydväst är den platt. Närmaste större samhälle är Tjambarak, 12,6 kilometer nordost om Sjoghakat.
Trakten runt Sjoghakat består i huvudsak av gräsmarker. Runt Sjoghakat är det ganska tätbefolkat, med 72 invånare per kvadratkilometer.